# Marcel Arland
Marcel Arland (Alto Marne, 5 de julio de 1899 – Sena y Marne, 12 de enero de 1986), fue un novelista, ensayista, crítico literario y guionista francés.

## Historia
Marcel Arland  provenía de una familia de clase media. Cuando tenía tres años de edad, su padre murió, y por lo tanto, fue criado bajo un ambiente de luto. Años después, Arland estudió literatura y filología en París.
Arland fue un reconocido editor de la revista francesa La Nouvelle Revue Française, y además, fue creador del periódico dadaísta Aventure, junto a René Crevel y Roger Vitrac
Su estilo literario se vio influido por escritores pertenecientes al grupo de los Moralistas franceses, como Blaise Pascal.
En 1929, Arland ganó el Premio Goncourt por su obra literaria  L'ordre.
En 1968, Arland fue miembro de la Academia francesa.

## Obras
- 1923 - Terres étrangères
- 1925 - Étienne
- 1926 - Monique
- 1927 - Les Âmes en peine
- 1929 - L'Ordre - Premio Goncourt
- 1932 - Antarès
- 1934 - Les Vivants
- 1935 - La Vigie
- 1937 - Les Plus Beaux de nos jours
- 1938 - Terre natale
- 1941 - La Grâce
- 1944 - Zélie dans le désert
- 1947 - Il faut de tout pour faire un monde
- 1949 - Sidobre
- 1952 - Essais et nouveaux essais critiques
- 1960 - Je vous écris...
- 1960 - L'Eau et le feu
- 1963 - Je vous écris... La nuit et les sources
- 1965 - Le Grand Pardon
- 1970 - Attendez l'aube